# Pete Astudillo
Pedro « Pete » Astudillo (né le 1er décembre 1963) est un chanteur et auteur-compositeur américain. Il a été choriste pour Selena y Los Dinos et a sorti plusieurs albums en tant qu'artiste solo.

## Jeunesse
Astudillo est né le 1er décembre 1963 à Laredo, au Texas, de Pedro et Paz Astudillo. Il est l'un des chefs de file de la scène musicale Tejano, et suit dès son plus jeune âge la musique mariachi et conjunto.

## Carrière

### Avec Selena y los Dinos
Il a commencé sa carrière musicale en tant que choriste pour la reine du Tejano, Selena, en tant que membre de Selena y Los Dinos. Astudillo a également chanté deux duos avec elle, Amame, quiereme (1989) et Siempre estoy pensando en ti (1992), qui ont tous deux été nommés pour le duo vocal de l'année aux Tejano Music Awards. Il a coécrit certains des tubes numéro un de Selena, tels que Bidi Bidi Bom Bom, Amor prohibido, La carcacha, Qué creias et Como la flor, les trois dernières ayant été récompensés par Broadcast Music. Astudillo a également écrit la chanson Estúpido romántico qui a été chantée et rendue populaire par le Grupo Mazz.
Alors que sa collaboration avec Selena s'épanouit, Astudillo se développe également en tant qu'artiste solo. En 1992, son premier album Entregate a mi, qui comprend six chansons écrites par lui, sort chez EMI Latin. En 1993, Astudillo est également nommé aux Tejano Music Awards dans les catégories Chanteur masculin et Meilleur single. Toujours en 1993, il sort son album suivant intitulé Como nadie. Cet album a également la même formule gagnante. Il quitte Selena y los Dinos en 1993, mais continue à écrire les chansons de Selena, notamment pour son quatrième album studio, Amor prohibido.

### Carrière solo
En 1995, après le meurtre de Selena, par lequel Pete a été dévasté, il a sorti son troisième album Cómo te extraño, qui comprenait sa chanson du même nom, primée aux Lo Nuestro. Cette chanson était dédiée à Selena, ainsi qu'à sa mère, Paz Astudillo, décédée l'année précédente. Astudillo est surtout connu pour cette chanson, qu'il a coécrite avec A. B. Quintanilla, le frère aîné de Selena.
En 1997, Warner Bros. a sorti le film biographique Selena, qui raconte la vie de la chanteuse. Astudillo joue son propre rôle dans le film. La même année, Astudillo sort son quatrième album intitulé Si tu no estas, avec le single du même nom. En 1999, il a sorti son cinquième et dernier album studio à ce jour, Donde estas amor.
En 2003, Astudillo a fait une apparition à la 11e cérémonie annuelle des El Premio ASCAP Awards, où il a déclaré que même s'il n'avait pas gagné de prix, il était là pour soutenir les personnes qui en avaient gagné.
En 2005, son album Greatest Hits est sorti sous le label Univision. Il s'est réuni avec les Dinos originaux de Selena pour un concert hommage historique en l'honneur de la superstar disparue, le 7 avril 2005, au Reliant Stadium de Houston, au Texas. Ils ont interprété Como La Flor, telle que chantée par Selena lors de son célèbre concert à l'Astrodome en 1995, auquel plus de 64 000 fans ont assisté.

## Discographie
| Titre              | Label              | Année |
| ------------------ | ------------------ | ----- |
| Entregate A Mi     | Capitol/EMI Latin  | 1991  |
| Como Nadie         | Capitol/EMI Latin  | 1993  |
| Como Te Extraño    | EMI Latin          | 1995  |
| Si Tú No Estás     | EMI Latin          | 1997  |
| ¿Dónde Estás Amor? | EMI Latin          | 1999  |
| El Rey Del Ritmo   | Peace Rock Records | 2001  |
| Greatest Hits      | Q-Zone Records     | 2005  |